# Euteleostomi
Die Euteleostomi, auch Neoteleostomi, Neognathostomata, Osteognathostomata oder Knochentiere genannt, sind ein in der phylogenetischen Systematik verwendetes Taxon (eine systematische Gruppe), zu der – mit Ausnahme der Schleimaale, der Neunaugen und der Knorpelfische – alle heute lebenden Wirbeltiere (Vertebrata) – inklusive des Menschen – gehören. Sie umfassen damit das traditionelle, aber nicht monophyletische Taxon Knochenfische (Osteichthyes) und die Landwirbeltiere (Tetrapoda). Die monophyletischen Untertaxa der Euteleostomi sind die Strahlenflosser (Actinopterygii) und die Muskelflosser (Sarcopterygii), zu denen im Sinne der Kladistik auch die Landwirbeltiere gezählt werden müssen.

## Merkmale
Wichtigste Autapomorphien der Euteleostomi sind ein knöchernes Innenskelett, das aber auch weitgehend wieder zu einem Knorpelskelett zurückgebildet sein kann (z. B. bei den Störartigen), und ein über Knochennähte gegliederter Schädel. Die meisten Euteleostomi haben eine Schwimmblase oder eine Lunge. Ein Spiraculum ist nur noch bei einigen ursprünglichen Gruppen vorhanden. Im Blut findet man nur eine geringe Konzentration von Harnstoff und Trimethylaminoxid (Ausnahmen sind die Lungenfische und Latimeria). Das osmotische Gleichgewicht kann nur durch einen Energie verbrauchenden Transfer-Prozess aufrechterhalten werden.